# 흰용과
흰용과(-龍果, 학명: Selenicereus undatus 셀레니케레우스 운다투스[*])는 선인장과의 다육 식물이다. 과거에는 삼각주선인장속에 속하는 것으로 여겨졌으나, 삼각주선인장속이 달빛선인장속에 병합되며 재분류되었다. 원산지는 멕시코와 중앙아메리카 및 남아메리카 북부이다. 열매는 용과의 일종으로, 과일로 먹는다.

## 사진

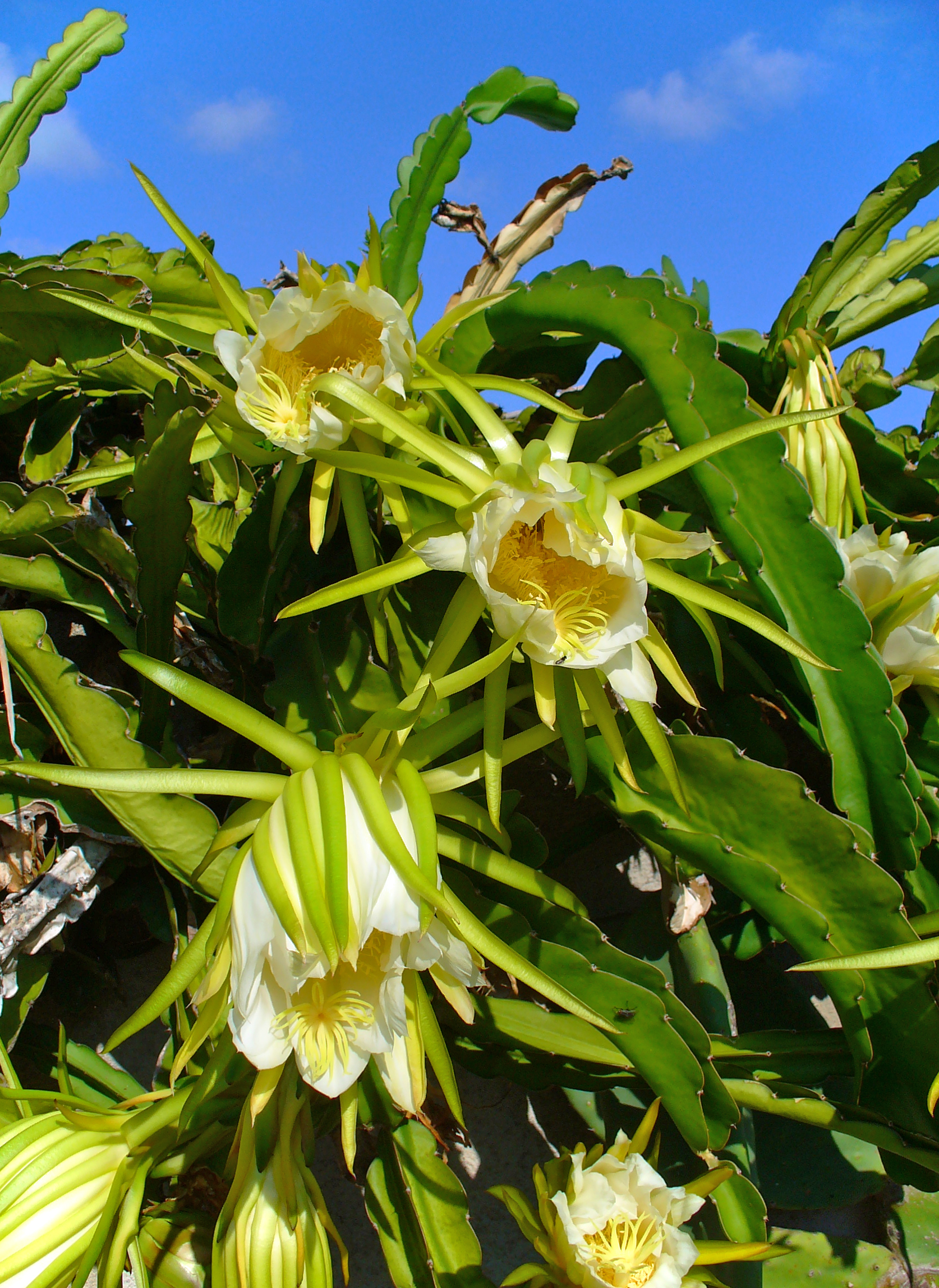
꽃이 핀 흰용과
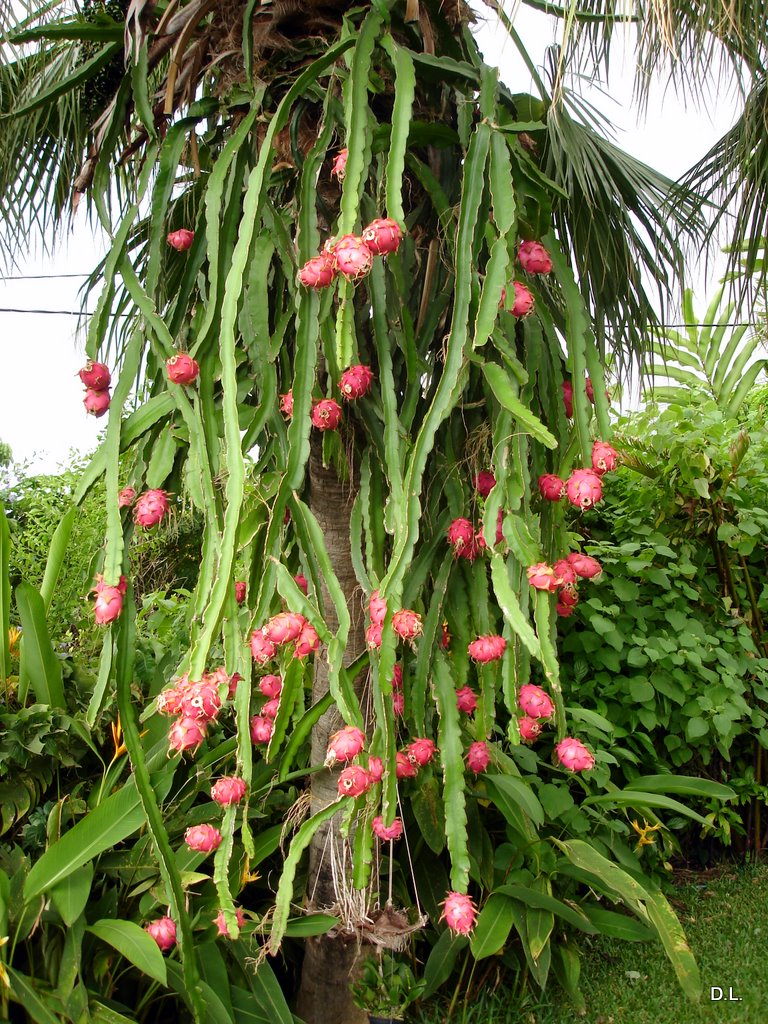
열매가 달린 흰용과
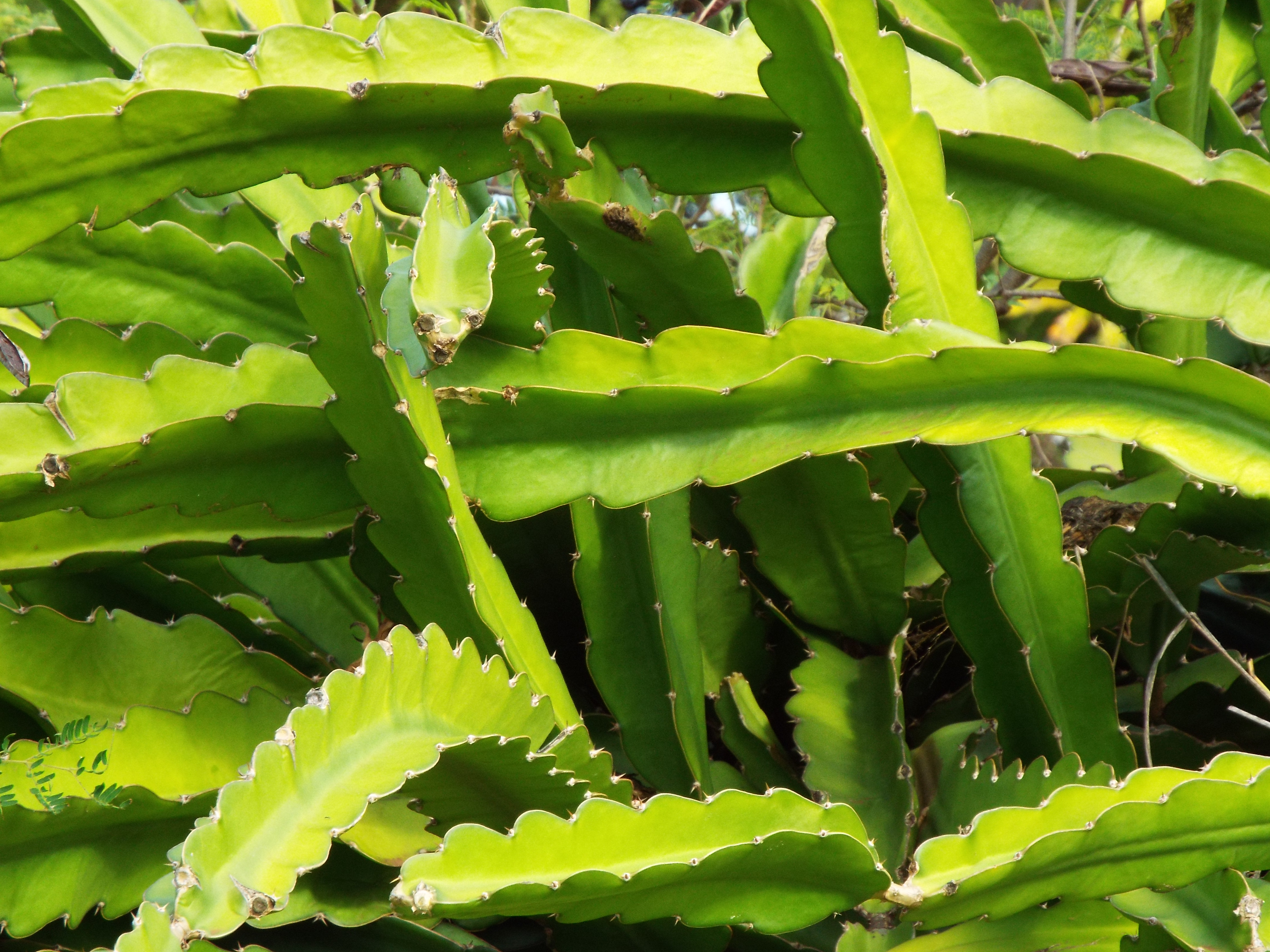
잎모양줄기(엽상경)
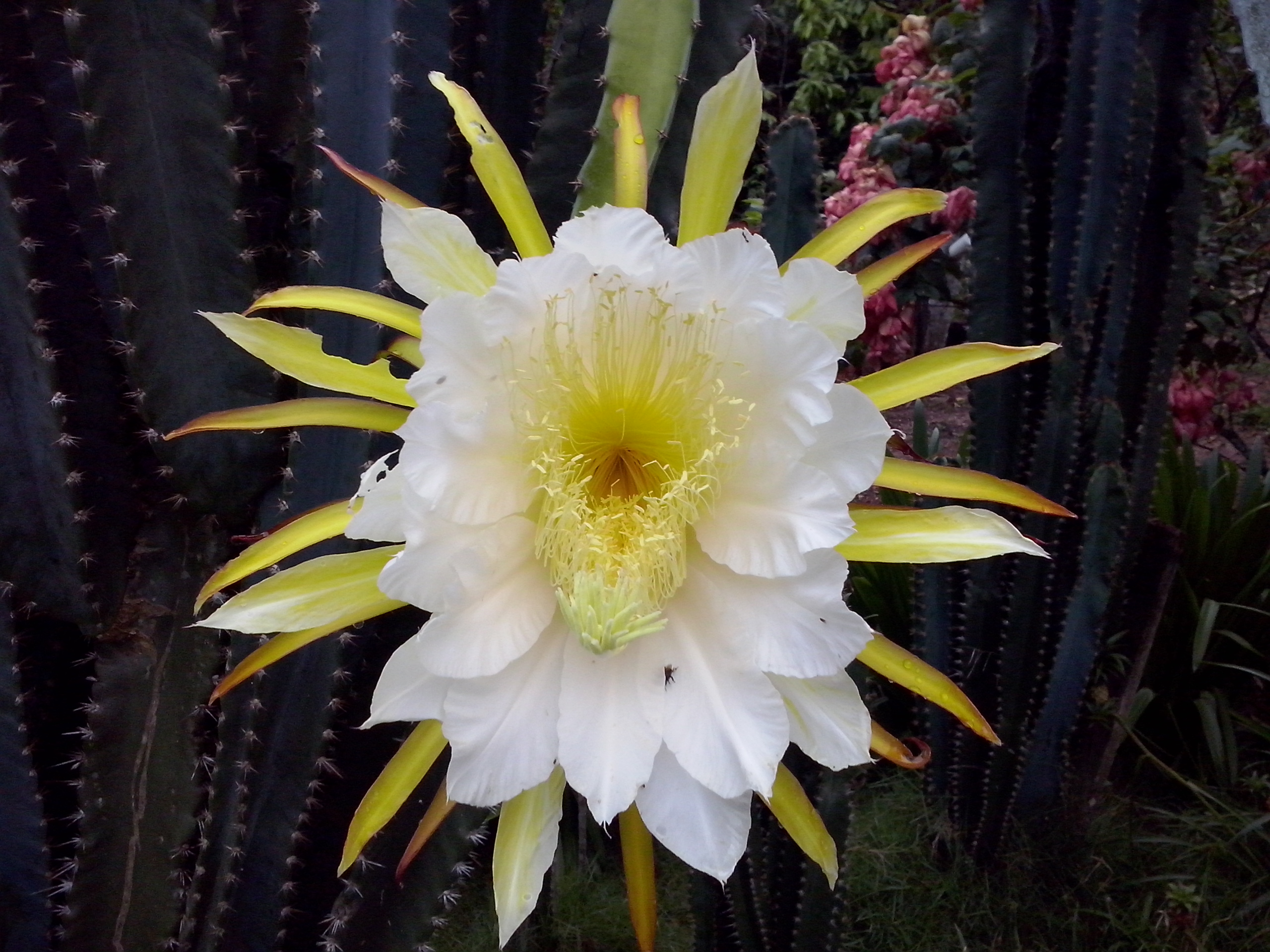
꽃
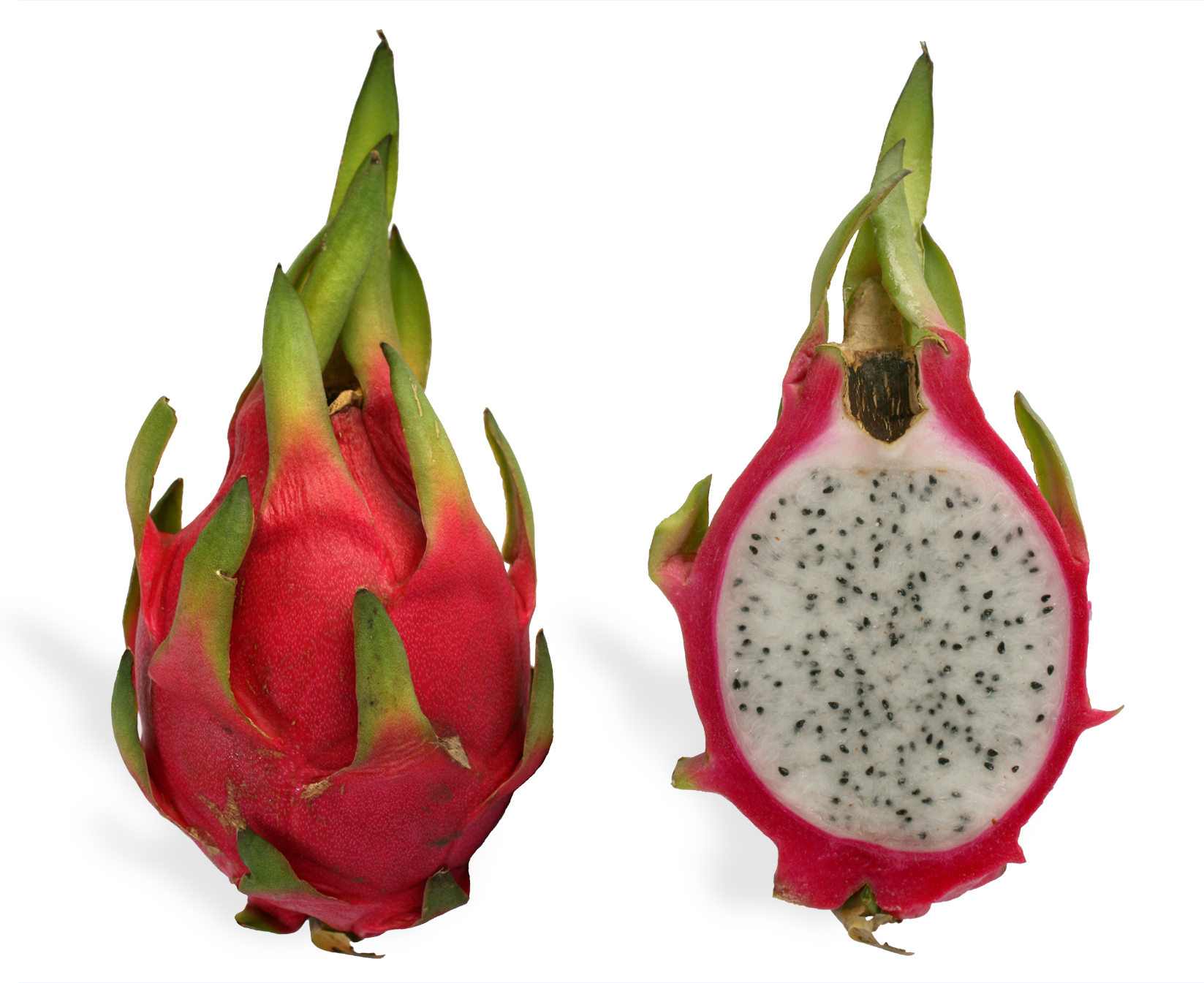
열매 단면